# Chris McCann
Christopher John „Chris” McCann (ur. 21 lipca 1987 w Dublinie) – irlandzki piłkarz występujący na pozycji defensywnego pomocnika lub obrońcy, zawodnik Oldham Athletic.

## Kariera klubowa
Chris McCann w 2005 roku przeszedł z zespołu Home Farm do Burnley F.C. Z zespołem juniorskim tego klubu w tym samym roku dotarł do finału Youth Alliance Cup. McCann występował także w rezerwach Burnley.
W pierwszej drużynie zadebiutował 13 sierpnia tego samego roku w spotkaniu z Coventry City (wygrana 4:0). 27 września w meczu z Ipswich Town (wygranym 3:0) zdobył swoją pierwszą bramkę dla Burnley. W grudniu 2005 roku podpisał z klubem pierwszy zawodowy, czteroletni kontrakt. Ogółem w sezonie 2005/2006 zagrał w 27 meczach i strzelił dwa gole. W następnym sezonie rozegrał już 40 spotkań dla Burnley, a w kolejnym 37. W sezonie 2008/2009 wystąpił w 58 meczach oraz zdobył osiem bramek. Wraz ze swoim zespołem awansował także do Premier League po wygraniu w finale play-offów z Sheffield United. McCann zagrał wówczas przez 27 minut. Po zakończeniu rozgrywek został po raz trzeci z rzędu wybrany najlepszym młodym piłkarzem Burnley w sezonie.
W sierpniu 2009 roku McCann przedłużył kontrakt z Burnley o dwa lata. 15 sierpnia w spotkaniu ze Stoke City McCann zadebiutował w Premier League. We wrześniu 2009 roku odniósł kontuzję kolana. Do gry powrócił 23 stycznia 2010 roku, kiedy to wystąpił w meczu Pucharu Anglii z Reading.

## Kariera reprezentacyjna
McCann ma za sobą występy w reprezentacji Irlandii U-17, U-18 i U-19.